# Dolichopeza laetipes
Dolichopeza laetipes är en tvåvingeart som beskrevs av Alexander 1952. Dolichopeza laetipes ingår i släktet Dolichopeza och familjen storharkrankar. Inga underarter finns listade i Catalogue of Life.